# 姚綬

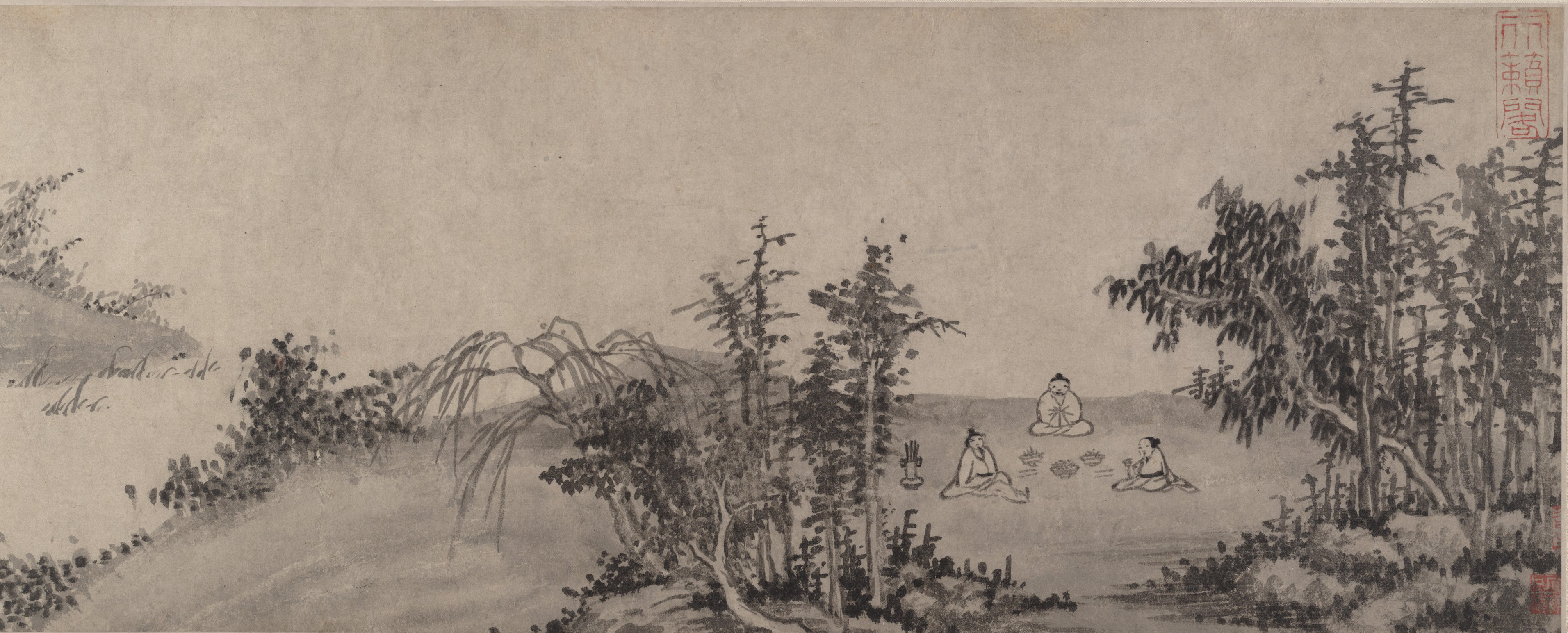
姚綬《文飲圖》卷（美国大都会艺术博物馆藏）

姚綬（1422年—？），字公綬，浙江嘉興府嘉興縣人，明朝政治人物，畫家，書法家，士人。進士出身。

## 生平
景泰四年（1453年）癸酉科浙江鄉試第三名。天順八年（1464年）甲申科第二甲第十七名進士。

## 家族
曾祖父姚子英。。